# 宋鸣啸
宋鸣啸（1918年—1987年），天津京剧院京剧演员，铜锤花脸，祖籍北京顺义。
因为过去曾加入过国民党，在文化大革命中受到迫害，文革初期每天在剧团干活，做扫厕所之类的活，剧团不发工资，只发全家生活费，夫人因压力太大，每天生活在惊吓、恐惧中，导致精神失常，于1969年11月去世，时年42岁。1970年被下放劳动，到天津东郊区李庄公社杨家泊大队，当了9年农民，直到1979年才被剧团召回，此后多病。于1987年心脏病突发去世，时年70岁。
代表剧目：《火烧望海楼》、《打登州》等。